# Hans Von Stuck
Hans Von Stuck o Hans Stuck von Villiez va ser un pilot de curses automobilístiques alemany que va arribar a disputar curses de Fórmula 1. Va néixer el 27 de desembre del 1900 a Varsòvia, Polònia i va morir el 9 de febrer del 1978.

## A la F1
Va debutar a la tercera temporada de la història del campionat del món de la Fórmula 1, la corresponent a l'any 1952, disputant el 18 de maig el GP de Suïssa, que era la prova inaugural de la temporada.
Hans Von Stuck va participar en cinc curses puntuables pel campionat de la F1, repartides en tres temporades 1951, 1952 i 1953.
Fora del campionat de la F1 va disputar nombroses proves (la majoria del campionat d'Europa) amb millors resultats que a les curses oficials.

## Resultats a la Fórmula 1
| Any  | Equip                            | Xassís  | Motor   | 1       | 2   | 3   | 4   | 5       | 6     | 7       | 8       | 9       | Posició | Punts |
| ---- | -------------------------------- | ------- | ------- | ------- | --- | --- | --- | ------- | ----- | ------- | ------- | ------- | ------- | ----- |
| 1951 | British Racing Motors Ltd        | BRM     | BRM     | SUI     | 500 | BEL | FRA | GBR NVS | ALE   | ITA     | ESP     |         | -       | 0     |
| 1952 | Alex von Falkenhausen Motorenbau | AFM     | Küchen  | SUI Ret | 500 | BEL | FRA | GBR     | ALE 8 | HOL     |         |         | -       | 0     |
| 1952 | Ecurie Espadon                   | Ferrari | Ferrari |         |     |     |     |         |       |         | ITA DNQ |         | -       | 0     |
| 1953 | Hans Stuck                       | AFM     | Bristol | ARG     | 500 | HOL | BEL | FRA     | GBR   | ALE Ret | SUI     | ITA DNQ | -       | 0     |

## Resum
| Curses: | Victòries: | Pòdiums: | Poles: | Voltes ràpides: | Punts: |
| ------- | ---------- | -------- | ------ | --------------- | ------ |
| 5       | 0          | 0        | 0      | 0               | 0      |